# Adisham
Adisham (tidigare: Adesham) är en ort och civil parish i grevskapet Kent i sydöstra England. Orten ligger i distriktet Canterbury, cirka 9 kilometer sydost om Canterbury. Tätorten (built-up area) hade 657 invånare vid folkräkningen år 2021. Adisham nämndes i Domedagsboken (Domesday Book) år 1086, och kallades då Edesham.